# Tony Capaldi
Pour les articles homonymes, voir Capaldi.
Anthony Charles « Tony » Capaldi est un footballeur nord-irlandais né le 12 août 1981 à Porsgrunn en Norvège.
Il possède 22 sélections en équipe d'Irlande du Nord,.

## Carrière en club
Capaldi a commencé sa carrière à Birmingham City, où il est passé par les rangs de la jeunesse en tant qu'apprenti. Pendant son séjour à Birmingham, il a été prêté à Hereford United avant de signer pour Plymouth Argyle vers la fin de la saison 2002-2003 sans faire une apparition en équipe première pour Birmingham.
Capaldi s'est assis pendant une grande partie de la première partie de la saison 2004-05 après s'être cassé une jambe lors d'un match, mais en décembre 2004, il a signé une prolongation de contrat de deux ans, jusqu'en juin 2007.

### Cardiff City
Capaldi a rejeté un nouveau contrat avec Plymouth et le 25 mai 2007, il a signé un contrat de trois ans avec Cardiff City, rejoignant en transfert gratuit selon le Arrêt Bosman. Il a commencé la saison en tant que premier choix à l'arrière gauche mais, ayant du mal à maintenir une performance constante, il s'est trouvé écarté de l'équipe, remplacé par Chris Gunter. À la suite de la vente de Gunter le 1er janvier, il a retrouvé l'équipe première et a commencé à se sentir plus à l'aise dans l'équipe, y compris en jouant dans tous les six matches du club lors de leur parcours jusqu'à la finale de la Coupe FA 2008.
Le début de la saison 2008-09 a vu Capaldi mis sur la touche en raison d'un problème de genou. Après avoir passé les deux premières semaines de la saison à l'écart, il a repris l'action en équipe première le 26 août lors d'une victoire 2-1 en Coupe de la Ligue contre Milton Keynes Dons, pour ensuite souffrir d'une récidive du problème. Capaldi a passé plus de trois mois sur la touche à cause de cette blessure et, après avoir été nommé sur le banc pour plusieurs matchs, il a fait son retour en tant que remplaçant de Chris Burke lors d'un match nul 0-0 contre Arsenal au quatrième tour de la Coupe FA le 25 janvier. Il n'a joué que cinq matchs pour le club tout au long de la saison.
Le 18 août 2009, Capaldi a été expulsé pour une deuxième faute méritant un carton lors d'un match à l'extérieur contre son ancien club Plymouth Argyle. Cardiff a remporté le match 3-1 avec Michael Chopra marquant un coup du chapeau. Capaldi est revenu dans l'équipe lors d'une défaite 3-2 contre les rivaux du sud du Pays de Galles, Swansea City, jouant à gauche du milieu de terrain à la place du blessé Peter Whittingham. Cependant, en raison d'un manque d'apparitions, Capaldi a déclaré qu'il pourrait devoir chercher ailleurs pour du football en équipe première.

### Prêt à Leeds United
Le 26 novembre 2009, Capaldi a rejoint les leaders de la League One, Leeds United, en prêt jusqu'au 4 janvier 2010, en vue d'un transfert permanent,, et a obtenu l'autorisation de jouer pour Leeds en Coupe FA. Ayant été recommandé à Leeds par l'entraîneur adjoint du club, Glynn Snodin, et son coéquipier de Cardiff, Warren Feeney,[réf. nécessaire] il a fait ses débuts dans un match nul 1-1 contre Kettering Town au deuxième tour de la Coupe FA, avant de faire ses débuts en championnat contre Oldham Athletic. Après avoir joué contre Huddersfield Town, Capaldi a réitéré son désir de rejoindre Leeds de manière permanente en janvier.
Capaldi a été écarté pour le match retour contre Kettering, remplacé par Aidy White, mais White s'est blessé pendant le match et Capaldi est entré pour le remplacer. Avec White toujours blessé lors du match suivant, Capaldi est revenu dans le onze de départ pour un match nul 0-0 contre Brentford. Cependant, avec le retour de Andy Hughes de blessure, Capaldi a été écarté de l'équipe pour quatre matchs consécutifs avant d'être un remplaçant non utilisé pour le dernier match de son prêt, une victoire 1-0 sur Manchester United en Coupe FA.

### Retour à Cardiff City
Capaldi est revenu à Cardiff le 5 janvier 2010 après que Leeds ait décidé de ne pas prolonger son prêt.[réf. nécessaire] Il a fait neuf apparitions lors des cinq derniers mois de la saison avant d'être libéré à la fin de l'année.

### Dernières années
À la suite de sa libération, Capaldi a passé un essai avec Plymouth Argyle, Crystal Palace et Heart of Midlothian Football Club avant de signer un contrat à court terme avec Morecambe le 16 septembre 2010, le réunissant avec son ancien entraîneur de Équipe d'Irlande du Nord, Sammy McIlroy. Capaldi a passé un essai avec le club de la Scottish Premier League, Aberdeen début 2011 et a participé à deux matches amicaux. En juin 2011, Capaldi a rejoint Oxford United et a signé un contrat de deux ans. Une blessure l'a tenu à l'écart de l'équipe première pendant presque toute la saison 2011-12 : il a finalement fait ses débuts à Oxford lors d'une défaite 3-0 contre Port Vale lors du dernier jour de la saison. Capaldi a été libéré par Oxford lorsque son contrat a expiré à la fin de la saison 2012-13 ; il a disputé 39 matchs pour le club en championnat et en coupe,. Il a passé un essai à Tamworth Football Club cet été et a signé en août avant la nouvelle saison du club en Conference Premier,.

## Carrière internationale
Bien que né en Norvège d'un père écossais et ayant grandi à Birmingham, Capaldi a choisi de représenter l'Irlande du Nord. Il était éligible car sa grand-mère est née à Limavady. Capaldi a représenté l'Irlande du Nord 22 fois au niveau senior, faisant ses débuts en mars 2004 dans une victoire 1-0 sur l'Estonie ainsi qu'en jouant dans leur célèbre victoire 1-0 sur l'Angleterre en septembre 2005. Capaldi a battu le record de 78 ans du Gallois Moses Russell pour les apparitions internationales réalisées par un joueur de Plymouth Argyle lorsqu'il a reçu sa 21e sélection lors d'un match amical contre le Pays de Galles.

## Vie personnelle
Capaldi est né à Porsgrunn, en Norvège, alors que son père écossais, John Capaldi, jouait pour l'équipe locale Pors Grenland.
Son père a également joué pour Aston Villa et Motherwell et a eu une période en tant que manager chez Bolehall Swifts.